# Temporizador automático
Un temporizador automático, disparador automático o autodisparador es un dispositivo en una cámara fotográfica que permite introducir un retraso de tiempo (fijo o programable) entre el comando del obturador por parte del fotógrafo y la apertura real del obturador. El temporizador automático se utiliza para tomar autorretratos o para evitar que la cámara se mueva al presionar el botón.
El primer disparador automático era mecánico y era un dispositivo independiente hecho en forma de un accesorio para el obturador de la cámara. La demora fue proporcionada por un ancla o mecanismo neumático que acciona el pulsador del botón de liberación. El autodisparador se enroscaba en el enchufe del botón de liberación, como un cable fotográfico, o se adjuntaba a la «zapata fría» de la cámara.
En algunas cámaras mecánicas (por ejemplo, la Nikon F2), el autodisparador permitía ampliar el rango de exposiciones largas abriendo el obturador al comienzo del viaje cuando se activaba un modo especial. Durante la expedición polar de la viajera japonesa Naomi Uemura, se utilizó una cámara «Nikon F3 Uemura» especialmente diseñada, que incluía un lanzamiento de radio ML-1, lo que facilitó la fotografía de autorretratos con perros en una expedición en solitario.